# Takashi Seki (Archäologe)
Takashi Seki (japanisch 関 隆志 Seki Takashi; * 16. Februar 1939 in Kyōto, Präfektur Kyōto; † 16. März 2023) war ein japanischer klassischer Archäologe. Als Forscher befasste er sich mit griechischer Keramik, Architektur und Skulpturen von der Zeit des geometrischen Stils bis zum Ende des Hellenismus. Außerdem forschte er auch zu Kunst des Römischen Reichs. Er ist seit 1987 Ehrenmitglied der Archäologischen Gesellschaft Athens. Als Mitglied des internationalem wissenschaftlichen Komitees und Redaktionskomitees arbeitete er am Lexicon Iconographicum Mythologiae Classicae mit. Ab 1997 war er Gastmitglied des Deutschen Archäologischen Instituts und emeritierter Professor der Städtischen Universität Osaka.

## Leben
Seki wurde 1939 in Kyōto geboren und besuchte die „Oberschule Nishinomiya der Präfektur Hyōgo“ (兵庫県立西宮高等学校). Er studierte an der International Christian University in Mitaka, Tokio Linguistik, befasste sich aber auch mit Kultur- und Gesellschaftswissenschaften und war bis 1969 als Dolmetscher bei internationalen Konferenzen tätig. Von 1970 an studierte er an der Ruhr-Universität Bochum klassische Archäologie bei Bernard Andreae, Klaus Fittschen und Volker Michael Strocka. 1975 wurde er in Bochum wissenschaftlicher Assistent im Fachbereich Archäologie. 1978 erfolgte seine Promotion mit der Doktorarbeit „Untersuchungen zum Verhältnis von Gefässform und Malerei attischer Schalen“ (アッティカ杯の形状と装飾画の相関関係の考察). 1980 kehrte er nach Japan zurück und unterrichtete an den Universitäten Kwansei-Gakuin, Shimane und der Frauenuniversität Kōbe. 1982 wurde er Assistenzprofessor an der Universität Osaka, wo er von 1987 bis zu seiner Emeritierung 2001 als Professor lehrte. Unterstützt mit einem Reisestipendium besuchte er Museen in 14 Städten sechs verschiedener Länder und veröffentlichte 1985 seine Ergebnisse in der Arbeit „Untersuchungen zum Verhältnis von Gefässform und Malerei attischer Schalen“ im Gebr. Mann Verlag. Von 2002 bis 2009 arbeitete er als emeritierter Professor noch an der Universität in Takarazuka.
Während eines längeren Forschungsaufenthalts zur Untersuchung des Heiligtums Olympia nahm er 1994 an der Beisetzung von Melina Mercouri in Griechenland teil und veröffentlichte einen Nachruf in der Asahi Shimbun.

## Werke
Monographien
- Untersuchungen zum Verhältnis von Gefässform und Malerei attischer Schalen. Gebrüder Mann Verlag, Berlin 1985, ISBN 3-7861-1285-1.
- パルテノンとギリシア陶器 (etwa: Griechische Keramik und Keramik des Parthenon). Verlag Tōshindō, 1996, ISBN 4-88713-203-4.
- アッティカ杯‐ギリシア美術の比例と装飾の研究‐ (etwa: Attische Gefäße – eine Untersuchung der Ornamentik und Proportion in der griechischen Kunst). Verlag Chūōkōron Bijutsu, 2008, ISBN 978-4-8055-0576-2.

Aufsätze
- Eine neue Schale mit Bogenschützen. In: Archäologischer Anzeiger, 1981, S. 44–64 (ISSN 0003-8105)
- The Relationship between the „Older“ and the „Periclean“ Parthenon. In: Ernst Berger (Hrsg.): Referate und Berichte. Parthenon-Kongress. Band 1, Philipp von Zabern, Mainz 1984, ISBN 3-8053-0769-1, S. 75–79.
- Euphronios and Python, Analytical Studies on the Structure of their Cups. In: Ancient Greek and related pottery. Proceedings of the international vase symposium, Amsterdam 12 - 15 April 1984 (= Allard Pierson Series. Band 5).  Allard Pierson Museum, Amsterdam 1984, ISBN 90-71211-07-X, S. 154–159.
- Some Notes on the so-called Golden Section. In: Philia epi eis G. E. Mylonan. Hen Athenais Arxaiologike Etaireia, Athen 1987, S. 327–334.
- Principles of Design in Greek Art. In: Proceedings of the 12th International Conference of the Classical Archaeology.  Ταμείο Αρχαιολογικών Πόρων και Απαλλοτριώσεων, Athen 1989.
- London E 84, a Trick Cup? In: Proceedings of the 3rd Symposium on Ancient Greek and Related Pottery.  Ny Carlsberg glyptotek, Kopenhagen 1988, ISBN 0-8774-5291-1, S. 585–591.
- Doryphoros in Naples. A Critical Study on the Roman Copy. In: Akten des XIII. Internationalen Kongresses für Klassische Archäologie. Philipp von Zabern, Mainz 1990, ISBN 3-8053-1099-4, S. 514–516.
- Art and Environment in Ancient Athens. A Secret of the Proportion 1:0.382. In: Empirical Studies of the Arts. Band 21, Nummer 2, 2003, S. 117–126 (ISSN 0276-2374)
- The Magic Section: A Discovery. In: Proceedings of the XVIth International Congress of Classical Archaeology. Oxbow Books, Oxford 2006, ISBN 1-8421-7183-6, S. 62–65.
- A Study on Accurate Representation of Athenian Vase-Paintings and a Discovery. In: José María Álvarez Martínez, Trinidad Nogales Basarrate, Isabel Rodà de Llanza (Hrsg.): Actas del XVIII Congreso Internacional Arqueologia Clasica. Band 2, Museo Nacional de Arte Romano, Merida 2014, ISBN 978-84-606-7949-3, S. 1359–1362.

Lexikonartikel
- Euergides. In: Künstlerlexikon der Antike. Band 1, Verlag K. G. Saur, München 2001.
- Pamphaios. In: Künstlerlexikon der Antike. Band 2, Verlag K. G. Saur, München 2004.